# 테뮤라 모리슨
테무에라 모리슨(Temuera Morrison, 1960년 12월 26일 ~ )은 뉴질랜드의 배우이다.

## 출연 작품

### 영화
- 스피드 2 (1997)
- 식스 데이 세븐 나잇 (1998)
- 황혼에서 새벽까지 3 (1999)
- 스타워즈 에피소드 2: 클론의 습격 (2002)
- 스타워즈 에피소드 3: 시스의 복수 (2005)
- 모아나 (2016) - 목소리
- 아쿠아맨 (2018) - 토마스 커리 역
- 도라 디 익스플로러
- 플래시 (2023) - 토마스 커리 역
- 아쿠아맨과 로스트 킹덤 (2023) - 토마스 커리 역
- 모아나 2 (2024) - 투이 역 (목소리)